# رودريغو قسطنطين
رودريغو قسطنطين (بالبرتغالية: Rodrigo Constantino Alexandre dos Santos‏) هو اقتصادي برازيلي، ولد في 4 يوليو 1976 في ريو دي جانيرو في البرازيل.